# Округ Вуд (Охајо)
Округ Вуд (енгл. Wood County) је округ у америчкој савезној држави Охајо.

## Демографија
По попису из 2010. године број становника је 125.488, што је 4.423 (3,7%) становника више него 2000. године.
| Група             | 2000.           | 2010.           |
| Белци             | 112.913 (93,3%) | 113.021 (90,1%) |
| Афроамериканци    | 1.540 (1,3%)    | 3.022 (2,4%)    |
| Азијати           | 1.247 (1,0%)    | 1.943 (1,5%)    |
| Хиспаноамериканци | 4.033 (3,3%)    | 5.663 (4,5%)    |
| Укупно            | 121.065         | 125.488         |